# Alacranes (Cuba)
Alacranes  es una localidad cubana del municipio de Unión de Reyes, en la provincia de Matanzas.

## Historia
El fomento de la población comenzó a comienzos del siglo XIX. Hacia mediados de la década de 1860 tenía contabilizados unos 427 habitantes. Aparece descrita en el primer tomo del Diccionario geográfico, estadístico, histórico, de la isla de Cuba de Jacobo de la Pezuela de la siguiente manera:

Alacranes. (pueblo de) Cabeza hoy del Part.º  y antes de la jurisdiccion de su nombre, con 75 casas y 427 habitantes; situado a los 22° 54' 40'' de latitud boreal y á los 75° 0' 20'' de longitud occidental de Cádiz, en terreno llano que limitan por el N. las colinas entre las cuales corría el antiguo límite jurisdiccional de Matanzas, y por el S. los terrenos pantanosos de la ciénaga de Zapata, cerca de la orilla derecha del río de San Andrés, en el antiguo asiento del hato de su nombre; y como á una legua á la derecha del ferro-carril de la Habana, que termina en la Union. Se empezó a fomentar esta poblacion en 1813, en cuyo año se erigió su iglesia como tenencia del curato de Macurijes, debiendo sus progresos á la calidad de las tierras de su partido, muy propia para el cultivo de la caña. El censo de 1841 le daba 299 habitantes, y el cuadro estadístico de 1846 repartía su caserío poco regular, en 3 calles con 143 casas, solo 9 de mampostería y las demás de embarrado, tablas y otros pobres materiales, 2 médicos y cirujanos, un comandante de armas, 2 boticas, 2 tiendas mixtas, 2 pulperías, una zapatería, 2 panaderías, 2 tabaquerías y 270 habitantes, 106 de color libres y 96 esclavos. Las aguas de esta poblacion se reducen á los profundos pozos que contiene su periferia. Su iglesia, hoy de ingreso, se arruinó hacia 1846; pero despues se ha reconstruido con auxilio de algunos pudientes y de su vencindario; celebrando su octava el dia de San Francisco de Asis. Residen en este pueblo el capitán pedáneo del partido, y un subdelegado de medicina y cirugía, una Administracion de Rentas, que es de sesta clase y la desempeña un administrador receptor con 600 pesos anuales, 100 que se le abonan además para todo gasto de material y escritorio, y 200 por el alquiler de la casa que ocupa esta dependencia. Tambien hay un comisionado de 16 pesos por cada sorteo, por cuyo concepto ascendió en 1859 á 304 pesos. Alacranes fue cabecera hasta 1850, de la jurisdiccion de su nombre, que se suprimió en aquella época, y comprendió los partidos de Alacranes, la Sabanilla del Encomendador, Macurije (Corral Falso) y Nueva Paz. Dista Alacranes 27 leguas S. E. de la Habana, poco mas de 7 ½ al S. de Matanzas y ½ al S. ¼ S. O. de Reyes ó la Union que es el paradero mas cercano de los ferro-carriles del partido. Está casi al E. de Nueva Paz; al E. ¼ N. E. de Corral Falso; al E. de Bolondron y al S. E. de la Bermeja.
(Pezuela, 1863, p. 10)

En la segunda mitad del siglo XIX se le cambió el nombre por el de Alfonso XII, además de concederse a la localidad el título de villa. Hacia 1907 tenía una población de 2191 habitantes. En la actualidad forma parte del municipio de Unión de Reyes.